# Rischio di credito
Il rischio di credito (o rischio di insolvenza) è il rischio che nell'ambito di un'operazione creditizia il debitore non assolva anche solo in parte ai suoi obblighi di rimborso del capitale e/o al pagamento degli interessi al suo creditore.

## Il nuovo accordo di Basilea
Il rischio di credito insieme al rischio di mercato e al rischio operativo è diventato di grande attualità in seguito agli accordi di Basilea, accordi internazionali tra i governatori delle banche centrali dei dieci paesi più sviluppati del mondo, il cosiddetto G10. Il rischio di credito dei clienti, secondo tali accordi, deve essere calcolato dalle banche per garantire la stabilità e la solidità del sistema bancario.
Il Nuovo Accordo di Basilea (Basilea II) fornisce in materia delle linee guida a cui gli istituti di credito devono attenersi. Innanzitutto, Basilea II definisce che il credit risk comprende due variabili:
- il risk of default, misurato dalla Probabilità di default (PD), si riferisce al rischio di insolvenza di un certo cliente dell'istituzione finanziaria;
- il risk of recovery, misurato dalla Loss Given Default (LGD), si riferisce alla severità della perdita in caso di default.
- l'esposizione a rischio dato dalla Exposure at Default (EaD), si riferisce alla somma esposta al default

Inoltre la perdita inattesa (utile ai fini del calcolo del capitale economico) si ricava come differenza tra la perdita inattesa e la perdita su crediti.
Il weight of risk è il "peso" del rischio di credito, sul quale l'istituzione dovrà ponderare gli asset. Esso è funzione delle variabili PD e LGD, ed è calcolato assegnando ad ogni cliente un coefficiente di rischio, computato secondo uno dei tre metodi seguenti:
- standard approach (approccio standard) in linea con Basilea I (1988); l'unica variazione riguarda la ponderazione in funzione del rating esterno (assegnato da agenzie di rating) che va da 20 per i rating migliori fino a 150 per quelli peggiori)
- internal rating based approach o IRB (approccio interno di calcolo del rischio), fondato sul calcolo di rating interni (assegnati da una funzione aziendale della banca secondo dati e metodologie interne). A seconda della complessità delle procedure di calcolo dei rating si distinguono due metodi IRB:
  - IRB foundation approach (metodo IRB base);
  - IRB advanced approach (metodo IRB avanzato).

Alla fine del processo di misurazione del rischio di credito, si procede ad associare il weight of risk a un determinato rating, secondo una tabella di corrispondenze: ad es. un rischio dello 0% corrisponde a un rating di AAA, del 100% fino a BBB-, del 150% sotto BBB- ecc.
L'obiettivo è determinare il credito ponderato al rischio (risk-weighted asset) ossia a quanto ammonta il rischio al quale l'istituto di credito è esposto e che deve essere coperto cautelativamente. Tecnicamente il rischio determina l'assorbimento del patrimonio di vigilanza (regulatory capital).
Ai fini della valutazione del merito di credito di una azienda vengono valutate una notevole quantità di informazioni riguardo: bilanci, organizzazione aziendale, budget e piano industriale, sconfinamenti in c/c, insoluti, ritardi nei pagamenti delle rate, ecc.

## Il modello strutturale di Robert Merton
I modelli strutturali sono così denominati in quanto si propongono di determinare il rischio di credito di una azienda in base alla sua struttura economica e finanziaria. Il modello più famoso è di Merton, cosiddetto asset value model. Esso fu proposto da Black e Scholes (1973) in uno studio seminariale sull'option pricing e fu in seguito specificato e meglio argomentato in un articolo di Merton (1974). Un primo embrione della teoria era già in Merton (1970), egli fu l'ispiratore dello stesso articolo di Black e Scholes con i quali collaborava da tempo: per tali motivi la paternità del modello è attribuita interamente a Merton. Una versione molto conosciuta è quella commercializzata da KMV-Moodys.
Il modello prende in considerazione una società che si finanzia mediante un unico debito e un unico capitale in forma di azioni. Il debito è del tipo zero-coupon bond con scadenza t = t* e rimborso di capitale b. L'azionista, per ipotesi, non riceve dividendi.
Un processo non osservabile V descrive il valore dell'azienda dal tempo 0 per ogni t.